# Tyst vittne
Tyst vittne är en brittisk TV-serie som produceras av BBC. Programmet skildrar en grupp experter inom rättsmedicin som obducerar och på andra sätt hjälper polisen att lösa olika brott. Serien hade premiär i Storbritannien den 21 februari 1996 och var 2024 inne på sin tjugofjärde säsong.

## Skådespelare
- Amanda Burton (1996–2004) – Dr. Sam Ryan
- Tom Ward (2002–2012) – Dr. Harry Cunningham
- William Gaminara (2002–2013) – Professor Leo Dalton
- Emilia Fox (2004–) – Dr. Nikki Alexander
- Richard Lintern (2014–2020) – Dr. Thomas Chamberlain
- David Caves (2013–) – Jack Hodgson
- Liz Carr (2013–2020) – Clarissa
- Genesis Lynea (2021–2022) – Simone Tyler